# 仙女座V
仙女座 Ⅴ是一個距離大約252萬光年，位於仙女座的矮橢球星系。

## 歷史
仙女座 Ⅴ是由Armandroff等人，在1998年為了出版帕羅馬第二次巡天（POSS-II）的資料時，進行數值分析時發現的。

## 外部連結
- SEDS: Dwarf Spheroidal Galaxy Andromeda V

- SIMBAD: And V -- Galaxy